# 罗伯特·理查兹
罗伯特·理查兹（英語：Robert Richards，1971年9月22日—），澳大利亚男子赛艇运动员。他曾代表澳大利亚参加2000年夏季奥林匹克运动会赛艇比赛，获得男子轻量级四人单桨无舵手银牌。